# Volyn (tỉnh)
Tỉnh Volyn (tiếng Ukraina: Волинська область, translit. Volyns’ka oblast’, tiếng Ba Lan: Obwód wołyński; also referred to as Volyn’ or Wołyń) là một tỉnh của Ukraina, giáp biên giới với tỉnh Brest của Belarus và tỉnh Lubelskie của Ba Lan. 
Tỉnh lỵ đóng ở Lutsk. Tỉnh có diện tích km2, dân số người. 